# Aksel Sandemose

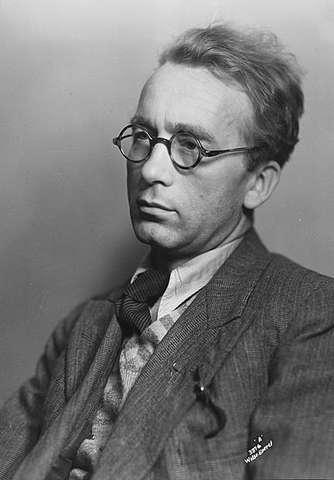
Aksel Sandemose in 1934

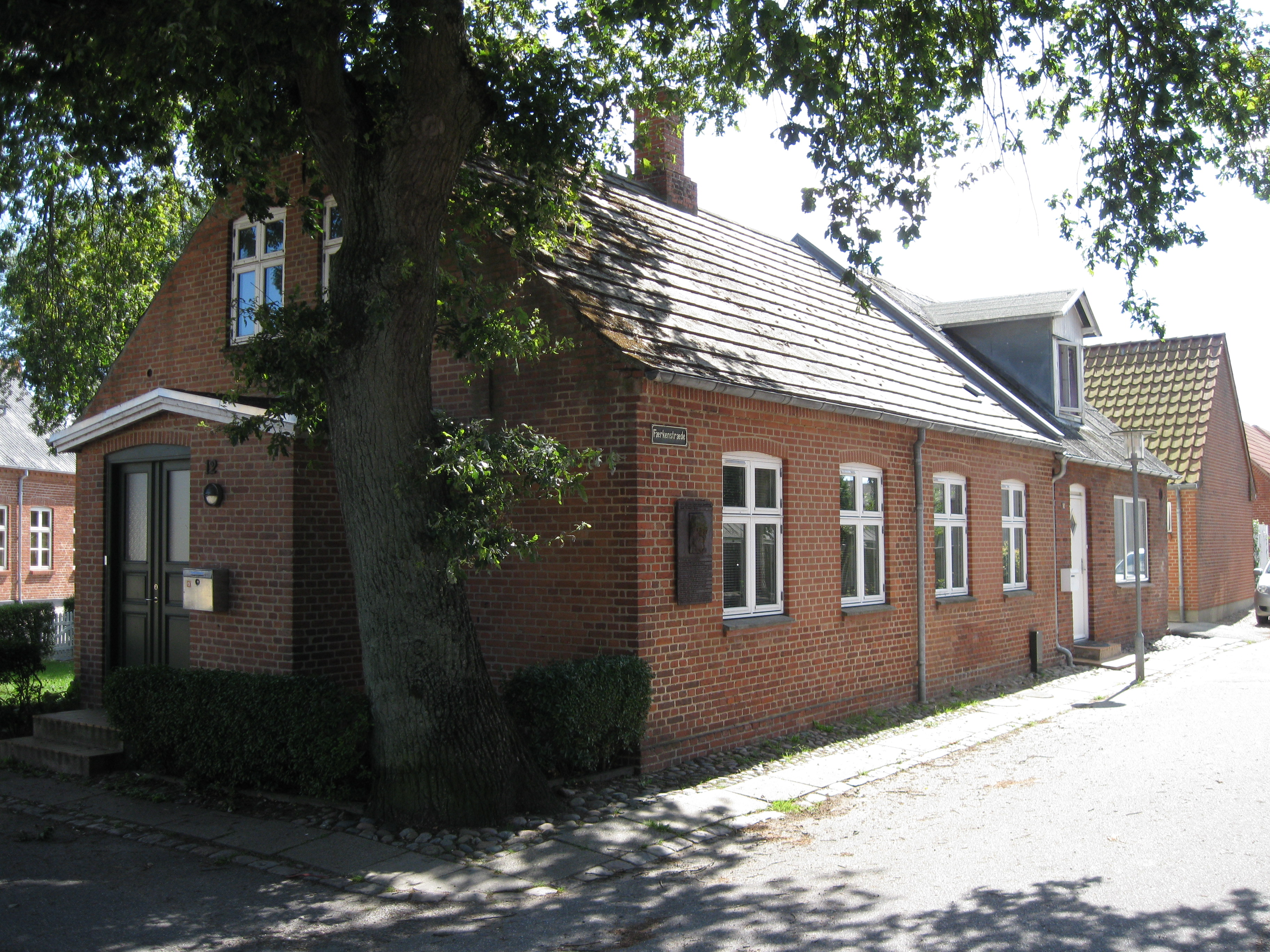
Geboortehuis in Nykøbing M

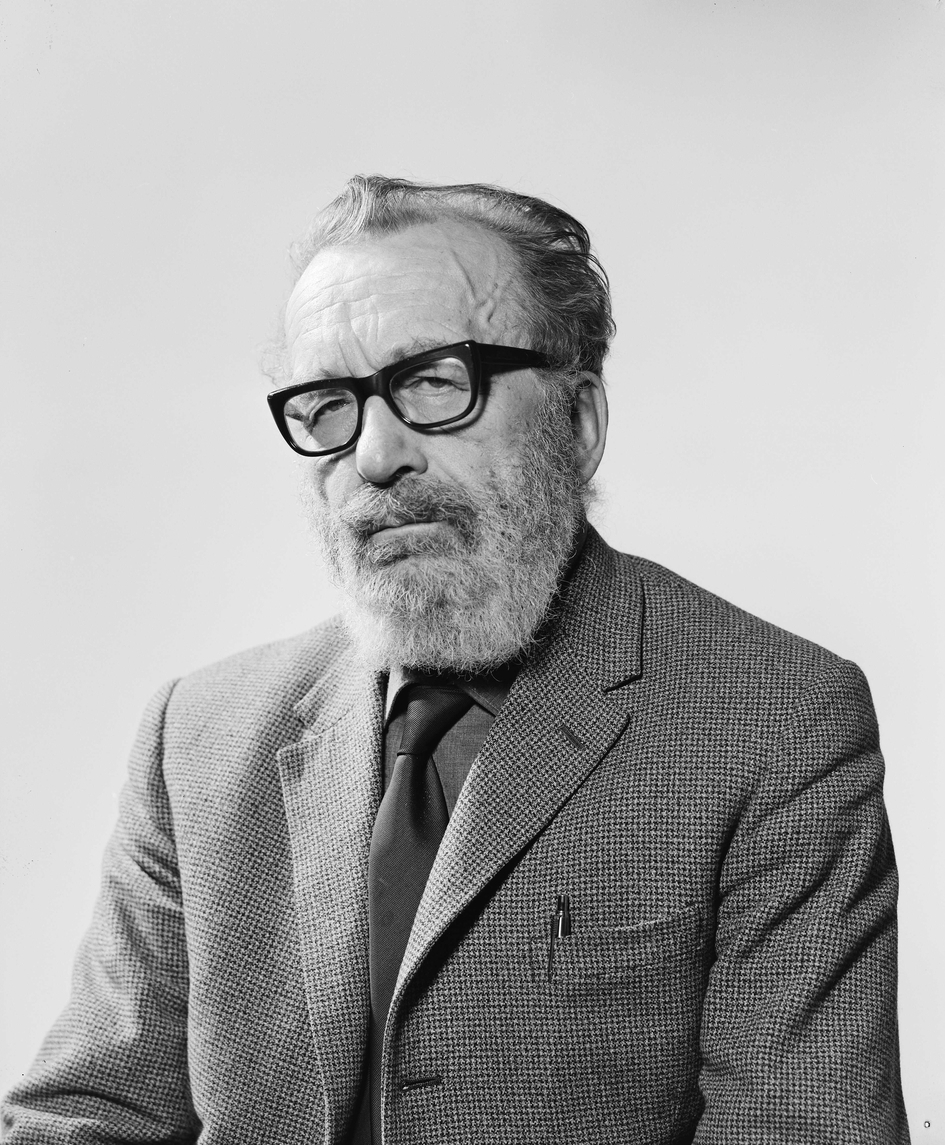
Aksel Sandemose in 1963

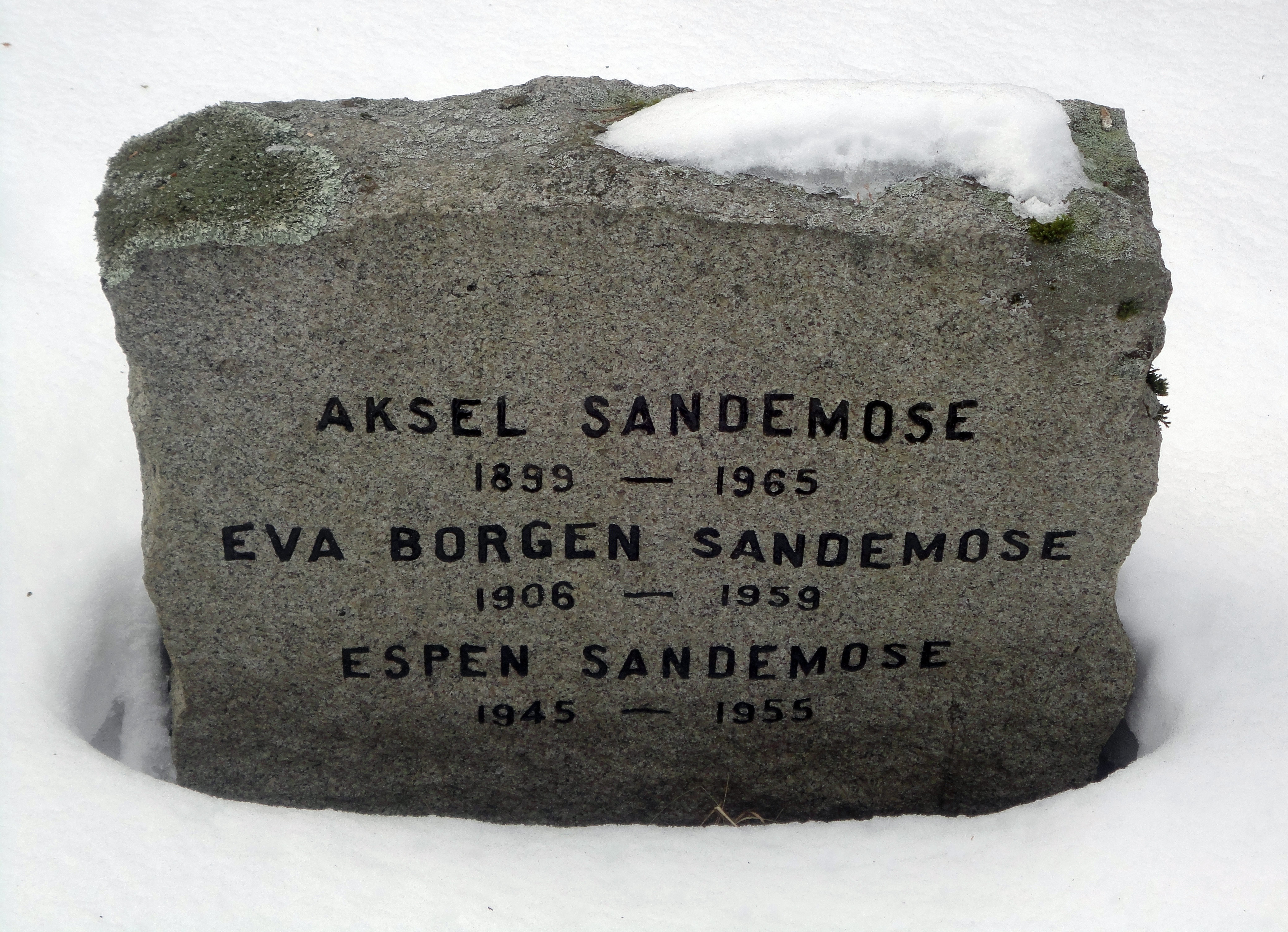
Grafsteen, Vestre Gravlund, Oslo

Aksel Sandemose, geboren als Axel Nielsen (Nykøbing Mors, 19 maart 1899 - Kopenhagen, 6 augustus 1965). was een Deens-Noorse schrijver.
Hij is vooral bekend omdat hij in zijn roman En flyktning krysser sitt spor (Een vluchteling kruist zijn spoor) het begrip "Janteloven" heeft opgesteld, de "Wet van Jante" waarin hij in tien "geboden" de Scandinavische bekrompenheid aan de kaak stelde. Naast dit boek zijn nog vier titels van zijn hand in het Nederlands vertaald, waaronder Det svundne er en drøm (Wat voorbij is is een droom) dat als zijn tweede hoofdwerk wordt beschouwd. De titel was ontleend aan een regel van de Zweedse dichter Dan Andersson.

## Leven
Zijn ouders waren Jørgen Nielsen (1859–1928), voorman in een fabriek, en Amalie Jacobsdatter (1861–1926), die uit Noorwegen kwam. Hij werd geboren als achtste in een gezin met negen kinderen in het stadje Nykøbing op het Deense eiland Mors in de Limfjord in noordwestelijk Jutland. De jeugdervaringen die hij daar opdeed, gebruikte hij in zijn latere werken.
In 1921 trouwde hij met Dagmar Ditlevsen, ook uit Nykøbing Mors. Zijn achternaam Nielsen liet hij toen veranderen in Sandemose, naar de plaats Sandermosen bij Oslo waar zijn moeder vandaan kwam. Ze kregen drie kinderen. In zijn jonge jaren was hij een tijdlang zeeman. Zijn reiservaringen, naar onder meer Newfoundland, verwerkte hij in veel van zijn boeken.
In 1930 verhuisde hij naar Noorwegen en daarna schreef hij niet meer in het Deens, maar in het Riksmål/Bokmål. Tijdens de Tweede Wereldoorlog vluchtte hij naar Zweden. Hij scheidde van Dagmar en keerde na de oorlog met zijn nieuwe echtgenote, de Noorse bibliothecaresse Eva Borgen, terug naar Noorwegen. Ze vestigden zich in Kjørkelvik, niet ver van Risør. Hij kreeg pas toen de Noorse nationaliteit. 
Na de dood van hun elfjarige zoon Espen in 1956 en van Eva in 1959 schreef hij Murene rundt Jeriko als "gedenkteken" voor hen die hem na stonden. Hij trouwde in 1962 voor de derde keer met de Deense actrice Hanne Holbek. Hij woonde met haar gezin in Søndeled bij Risør. Nadat hij in het voorjaar van 1965 ziek was geworden werd hij overgebracht naar een ziekenhuis in Kopenhagen, waar hij in augustus van dat jaar stierf.
Sandemose was in de jaren zestig een serieuze kandidaat voor de Nobelprijs voor literatuur, maar die ging aan hem voorbij. Wel werd hem in 1959 door de Zweedse Academie de Doblougprijs toegekend. Eerdere literaire stipendia die hem toevielen waren Carl Møllers Legat (Denemarken, 1927), Emma Bærentzens Legat (Denemarken, 1930) en Gyldendals legat (Noorwegen, 1948).